# Borowo (powiat chodzieski)
Borowo (1906–1920 oraz 1939–1945 Waldberg) – wieś w Polsce położona w województwie wielkopolskim, w powiecie chodzieskim, w gminie Szamocin.
W latach 1975–1998 miejscowość należała administracyjnie do województwa pilskiego.